# Biraghin
Biraghin è un film del 1946 diretto da Carmine Gallone.

## Trama
Ambientato nella scuola di ballo del Teatro della Scala di Milano, narra l'ascesa di una giovane allieva che prende il posto e poi ruba il successo della prima solista, malata. Sarà subito circondata da uno stuolo di ammiratori e corteggiatori, tra cui tre in particolare che le invieranno ogni sorta di regali per poterla avvicinare, ma non riusciranno nel loro intento.
C'è anche un giovane giornalista che aveva avuto modo di conoscerla quando era una povera e modesta figlia di una portinaia, che è innamorato di lei da sempre, per risolvere la cosa la ballerina riunisce nella sua casa i tre spasimanti, che dopo alcune pessime scene convinceranno Biraghin a correre verso il vero amore il giornalista.

## Produzione
Il film prodotto da Mario Forni per la Excelsa Film venne girato negli studi Scalera della Circonvallazione Appia a Roma, all'inizio del 1946, per poi uscire nelle sale nel settembre dello stesso anno. Il soggetto era tratto dalla commedia teatrale di Arnaldo Fraccaroli.

## Incassi
Incasso accertato a tutto il 31 dicembre 1952 £ 69.600.000